# Pasir Muncang (Jayanti)
Pasir Muncang is een bestuurslaag in het regentschap Tangerang van de provincie Banten, Indonesië. Pasir Muncang telt 8063 inwoners (volkstelling 2010).